# Tour de Romandía 2008

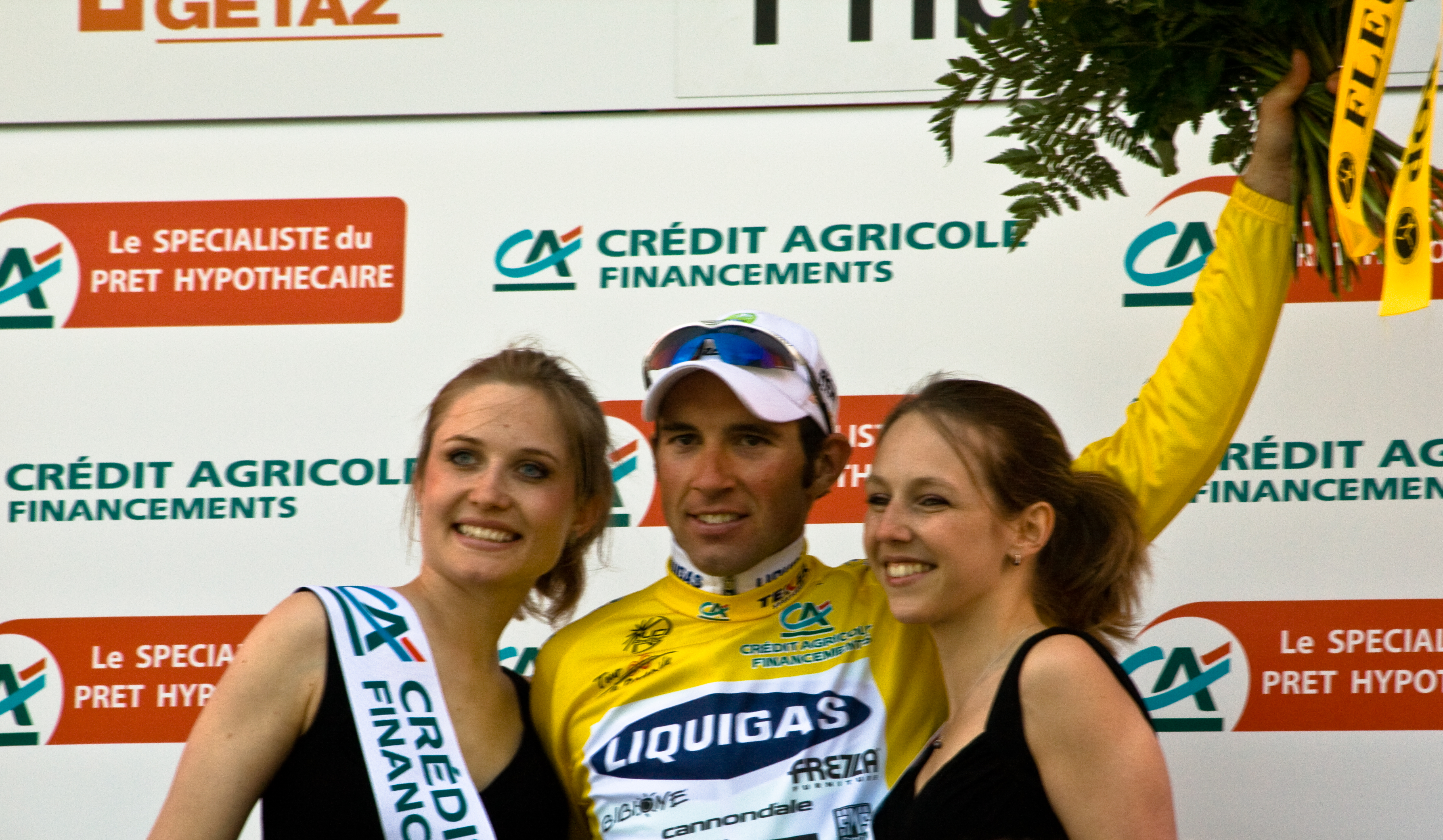
Michael Albasini, líder del Tour de Romandía 2008

La 62.ª edición del Tour de Romandía se disputó del 29 de abril al 4 de mayo de 2008 con un recorrido de 659 km dividido en un prólogo inicial y 5 etapas, con inicio en Ginebra, y final en Lausana.
El vencedor fue el alemán Andreas Klöden, cubriendo la prueba a una velocidad media de 39,4 km/h.

## Etapas[1]
| Etapa   | Recorrido           | Km    | Ganador            |
| Prólogo | Ginebra             | 1,9   | Mark Cavendish     |
| 1.ª     | Morges-Saignelégier | 182,4 | Maxim Iglinskiy    |
| 2.ª     | Moutier-Friburgo    | 170   | Robbie McEwen      |
| 3.ª     | Sion                | 18,8  | Andreas Klöden     |
| 4.ª     | Sion-Zinal          | 126,5 | Francesco De Bonis |
| 5.ª     | Le Bouveret-Lausana | 159,4 | Daniele Bennati    |

## Clasificaciones
Así quedaron los diez primeros de la clasificación general de la segunda edición del Tour de Romandía
|    | Ciclista                   | Equipo                | Tiempo      |
| -- | -------------------------- | --------------------- | ----------- |
| 1  | Andreas Kloden             | Astana                | 12h 59' 41" |
| 2  | Roman Kreuziger            | Liquigas              | +35"        |
| 3  | Marco Pinotti              | Team High Road        | +43"        |
| 4  | Denis Menchov              | Rabobank              | +45"        |
| 5  | Mikel Astarloza            | Euskaltel-Euskadi     | +54"        |
| 6  | Sandy Casar                | La Française des Jeux | +1'05"      |
| 7  | Juan Manuel Garate         | Quick Step            | +1'08"      |
| 8  | John Gadret                | AG2R-La Mondiale      | +1'14"      |
| 9  | Maxim Iglinskiy            | Team Astana           | +1'48"      |
| 10 | José Ángel Gómez Marchante | Saunier Duval-Scott   | +1'52"      |

### Clasificación por puntos
|   | Ciclista        | Equipo       | Puntos |
| - | --------------- | ------------ | ------ |
| 1 | Daniele Bennati | Liquigas     | 39     |
| 2 | Marcus Zberg    | Gerolsteiner | 37     |
| 3 | Maxim Iglinskiy | Team Astana  | 36     |

### Clasificación de los esprints
|   | Ciclista         | Equipo          | Puntos |
| - | ---------------- | --------------- | ------ |
| 1 | Morris Possoni   | Team High Road  | 12     |
| 2 | Alexandre Moos   | BMC Racing Team | 12     |
| 3 | Michael Albasini | Liquigas        | 12     |

### Clasificación de la montaña
|   | Ciclista           | Equip                 | Punts |
| - | ------------------ | --------------------- | ----- |
| 1 | Francesco De Bonis | Team Gerolsteiner     | 35    |
| 2 | Stef Clement       | Bouygues Télécom      | 28    |
| 3 | Rémy Di Gregorio   | La Française des Jeux | 21    |